# Quand tu reviendras
Quand tu reviendras is een nummer van Claude Lombard. Het was tevens het nummer waarmee ze België vertegenwoordigde op het Eurovisiesongfestival 1968 in de Britse hoofdstad Londen. Daar werd zij uiteindelijk gedeeld zevende, met acht punten.
Claude Lombard nam het nummer ook op in het Nederlands (Eenmaal kom je weer), Duits (Wenn du wiederkommst) en Spaans (Sé que volverás).

## Resultaat
| Plaats | Land                     | Artiest                          | Lied                | Punten |
| ------ | ------------------------ | -------------------------------- | ------------------- | ------ |
| 6      | Bondsrepubliek Duitsland | Wencke Myhre                     | Ein Hoch der Liebe  | 11     |
| 7      | België                   | Claude Lombard                   | Quand tu reviendras | 8      |
| 7      | Joegoslavië              | Luci Kapurso & Hamo Hajdarhodžić | Jedan dan           | 8      |
| 7      | Monaco                   | Line & Willy                     | A chacun sa chanson | 8      |
| 10     | Italië                   | Sergio Endrigo                   | Marianne            | 7      |